# Katalin walesi hercegné
Katalin walesi hercegné, születési nevén: Catherine Elizabeth „Kate” Middleton (angolul: Catherine, Princess of Wales; Reading, Anglia, 1982. január 9. –) Vilmos walesi herceg feleségeként Wales hercegnéje 2022. szeptember 9-e óta, Cambridge hercegnéje 2011. április 29-e óta.
Middleton az angliai Berkshire grófságban lévő Bucklebury településhez tartozó Chapel Row faluban nőtt fel. Tanulmányait a skóciai St. Andrews-i Egyetemen végezte, ahol 2001-ben találkozott Vilmos herceggel. Romantikus kapcsolatukat egy több hónapig tartó szakítás törte meg 2007-ben, de továbbra is barátok maradtak és még ugyanabban az évben újra egy pár lettek.
Amint kapcsolata Vilmossal a nyilvánosság tudomására jutott, Katalin a média figyelmének középpontjába került. Sok dicséretet kapott kifinomult ízlése és öltözködése miatt. Vilmos herceg 2010-ben egy kenyai vakáció során kérte meg a kezét. Az eljegyzést hivatalosan 2010. november 16-án jelentették be Károly walesi herceg irodájában a Clarence House-ban. Az esküvőre 2011. április 29-én került sor a westminsteri apátságban.
2013. július 22-én megszületett Vilmos és Katalin hercegné első gyermeke, György brit királyi herceg, aki apja után a 2. helyet foglalja el a trónöröklési sorban. Lányuk, Sarolta brit királyi hercegnő 2015. május 2-án született. Harmadik gyermekük, Lajos brit királyi herceg 2018. április 23-án született.

## Élete
Kate Middleton, teljes nevén Catherine Elizabeth Middleton egy középpolgári angol család legidősebb gyermeke. 1982. január 9-én született a readingi Royal Berkshire Hospital kórházban és 1982. június 20-án keresztelték meg a bradfieldi Szent András templomban.
Édesapja Michael Francis, a British Airways légiutaskísérője, majd repülőtisztje (született 1949-ben). Édesanyja Carole Elizabeth (szül. Goldsmith) légiutas-kísérő (született: 1955-ben). A család tulajdonában egy partikellékekkel kereskedő cég van. Szülei 1980. június 21-én házasodtak össze. Egy húga és egy öccse van: Philippa Charlotte, becenevén "Pippa" (szül. 1983), és James William (szül. 1987).

### Felmenői
Katalin családja apai ágról a nyugat-yorkshire-i Leedsből származik, ahol dédnagyanyja, Olivia Lupton élt. A Lupton család generációk óta kereskedelmi tevékenységekben és önkormányzati munkákban vett részt Leedsben. Felmenői közé tartozik Thomas Davis tisztelendő, a Church of England híres énekírója. Katalin anyai ágról a Harrison család leszármazottja, akik bányamunkások voltak Sunderland és Durham grófságokban.

### Fiatalkora
Katalin szülei 1984–1986 között a jordániai Ammánban éltek és dolgoztak, ahol Katalin egy angol nyelvű óvodába járt, mielőtt visszatértek angliai otthonukba. Angliában Katalin a Pangbourne nevű faluban lévő St. Andrew's School magániskolába járt, majd rövid ideig a Downe House School iskola tanulója volt.

### Tanulmányai
Az általános iskola után előbb a wiltshire-i Marlborough College tanulója volt, majd 2001-ben jelentkezett a skóciai Fife-ban található St. Andrews-i Egyetemre, ahol találkozott Vilmos herceggel és művészettörténészi diplomát szerzett.

### Pályafutása
Az egyetem után a Jigsaw nevű divatcégnél helyezkedett el, mint a kiegészítők beszerzője. 2007-ben azt állították róla, hogy fel akarja adni állását és profi fényképész akar lenni. Többek között leckéket vett Mario Testino fotóművésztől, aki egykor Vilmos édesanyjáról, Diána walesi hercegnéről és fiairól is híres felvételeket készített. Testino később cáfolta, hogy Katalin neki akart volna dolgozni.

### A nyilvánosság előtt
Katalin számos „jól öltözött lista” előkelő helyén végzett és az angol The Daily Telegraph napilap 2006-ban a "Legígéretesebb újonc" ("Most Promising Newcomer") címet adta neki öltözködési stílusát értékelve. A Tatler magazin 2007-ben a 8. helyet ítélte neki az év 10 legnagyobb divatikonját értékelő listáján. Az amerikai People magazine divatlistáján kétszer is szerepelt, 2007-ben és 2010-ben, mint a legjobban öltözött hírességek egyike. Richard Blackwell 2007-ben egyéni divatérzékét emelte ki a "Fabulous Fashion Independents" cím odaítélésével. 2008 júniusában a Style.com weboldal Katalint választotta havi szépségikonjának. Egy hónappal később, 2008 júliusában Katalin a Vanity Fair magazin listáján szerepelt, mint az egyik legjobban öltöző nemzetközi híresség. 2011 februárjában Katalin nevét a Global Language Monitor az év egyik legfelkapottabb kifejezésének választotta ("Top Fashion Buzzword").

## Kapcsolata Vilmos herceggel
Kate Middleton a St. Andrews-i Egyetemen ismerkedett meg diáktársával, Vilmos brit királyi herceggel. Mielőtt párkapcsolat szövődött volna köztük, jó barátok voltak, egy időben több társukkal együtt közös lakást béreltek. A diploma megszerzése után kapcsolatuk útjába számos nehézség gördült. Az egyetem után a média figyelme nehézségeket jelentett Kate Middletonnak, 2005 októberében ügyvédjén keresztül „zaklatásról” panaszkodott és azt állította, hogy nem érdemelte ki ezt a figyelmet. 2006 februárjában bejelentették, hogy 24 órás védelmet fog kapni a királyi család védelmét ellátó különleges rendőri egységtől, a Royalty Protection Branch (SO14)-től, amely újabb spekulációkat indított el Vilmos és Katalin eljegyzéséről. Erre azonban nem került sor és Middleton családjának kellett fizetnie a testőrök költségeit.[forrás?]
2007 januárjában, Catherine 25. születésnapja körül ismét felfokozott médiafigyelem középpontjába került. Mind Károly és Vilmos hercegek, mind a Middleton család ügyvédje perrel fenyegette a Katalint zaklató újságírókat. Két médiacsoport, a News International (a The Times és a The Sun kiadója) és a Guardian Media Group ekkor vállalta, hogy nem közlik le a paparazzók fényképeit Katalinról.
Eközben Katalin legalább egy rendezvényen részt vett a királyi család jelenlétében, amikor Vilmos herceget tisztté avatták a Sandhurst Királyi Katonai Akadémián 2006. december 15-én. 2007 decemberében az a hír kapott szárnyra, hogy Katalin és Vilmos herceg összeköltöztek a walesi herceg hivatalos rezidenciáján, a Clarence House-ban, amit a walesi herceg szóvivője cáfolt.

### Szakítás és kibékülés

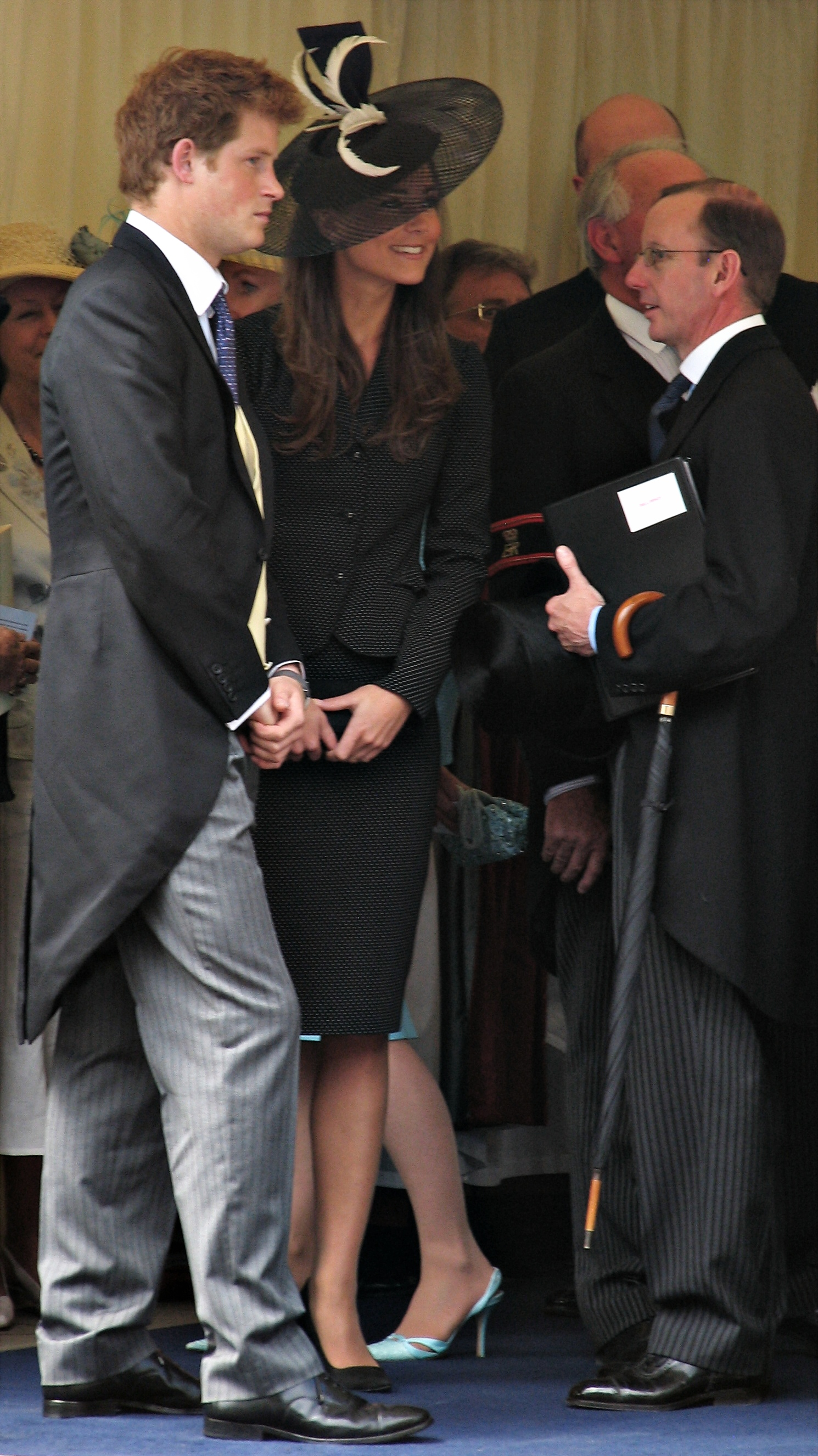
Katalin Harry herceggel, 2008 júniusa

2007. április 14-én a The Sun napilap közzétette, hogy Vilmos herceg és Katalin szakítottak. Ugyanazon a napon más lapok és hírforrások is megerősítették a szakítást, mint pl. a BBC. A hírek szerint a pár a svájci Zermatt üdülőhelyen hozta meg a döntést. A walesi herceg hivatalos szóvivője csak annyit tett hozzá a The Times szerint, hogy „Nem reagálunk a Vilmos herceg magánéletét érintő eseményekre”.
2007 nyarán a párt többször látták a nyilvánosság előtt egymás társaságában és számos hírforrás, közte a BBC és a Daily Mail is azt állította, hogy újrakezdték a kapcsolatukat. Katalin részt vett Károly walesi herceg és Vilmos társaságában egy szarvasvadászaton a Balmoral kastély parkjában, és részt vett Peter Phillips, Vilmos unokatestvérének esküvőjén, bár Vilmos nem volt ott. 2008 áprilisában Katalin elkísérte Vilmost, amikor az utóbbi megkapta repülőjelvényeit a Royal Air Force College Cranwell repülőiskolán. 2008. június 16-án Katalin a királyi családdal együtt részt vett azon a ceremónián, amikor Vilmost a Térdszalagrend lovagjává nevezték ki.

### Eljegyzés

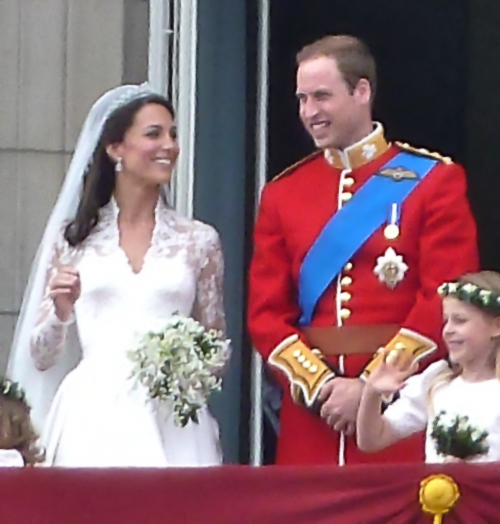
Vilmos cambridge-i herceg és felesége a Buckingham-palota erkélyén a szertartást követően

Vilmos herceg 2010 októberében egy kenyai vakáció során kérte meg a kezét, amikor 10 napot töltöttek a Lewa Vadvédelmi Területen, és megünnepelték, hogy Vilmos sikeresen elvégezte a RAF helikopteres kutató-mentő tanfolyamát. 2010. november 16-án jelentették be, hogy eljegyezték egymást. Vilmos herceg az édesanyja, Diana hercegnő 18 karátos zafír eljegyzési gyűrűjét húzta menyasszonya ujjára.

### Esküvő
Az esküvőt 2011. április 29-én tartották a Westminsteri apátsági templomban. Ezt a napot az Egyesült Királyságban munkaszüneti nappá nyilvánították. A ceremóniáról készült tévéközvetítést a világ szinte összes országában lehetett követni.

### Nyilvános szereplései

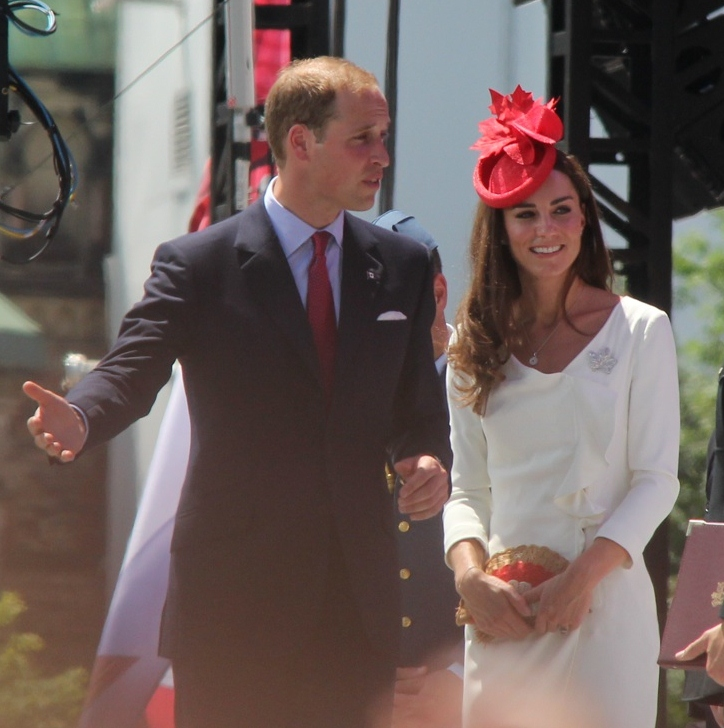
2011. július 1-jén, az ottawai látogatásuk során

2008. május 17-én Middleton részt vett Vilmos unokatestvére, Peter Phillips esküvőjén, aki Autumn Kellyt vette el, bár Vilmos maga nem vett részt a rendezvényen. 2008. július 19-én részt vett Rose Windsor és George Gilman esküvőjén, miközben Vilmos távol volt, mivel a HMS Iron Duke hadihajó tisztjeként a Karib-tengeren vett részt egy hadgyakorlaton.
2010-ben Middleton magánéletének megsértése címén keresetet adott be két ügynökség és Niraj Tanna fotós ellen, utóbbi képeket készített róla 2009 karácsonya során. Middletonnak végül nyilvános bocsánatkérést, 5000 fontos kártérítést ítéltek meg.
2011. június 30. és július 8. között Vilmos herceg kíséretében Kanadába, majd az Egyesült Államokba látogatott. A hercegnének ez volt az első nyilvános szereplése a királyi család tagjaként, megjelenését – elsősorban öltözködése miatt – nagy figyelem kísérte. A látogatás után a hercegi pár visszatért Vilmos herceg állomáshelyére.
Katalin hivatalosan először 2012. március 19-én beszélt hercegnéi minőségében. Vilmos herceg felesége Ipswich-ben, az East Anglia Children's Hospices (EACH) nevű, súlyos beteg gyermekek gondozásával foglalkozó hálózat egyik újonnan megnyílt otthonában szólalt fel.
2024. március 22-én bejelentették, hogy Katalin hercegné daganatos betegséggel küzd. Úgynevezett elő-kemóterápiás kezelést kap. Mindezt az X nevű közösségi média platfomon, maga jelentette be a herecegné.[forrás?]

## Házasság utáni címe
A korábbi királyi menyasszonyokkal ellentétben a Middleton családnak nincs nemesi címe.  
2011. április 29-én Vilmos brit királyi herceg megkapta a Cambridge hercege, Strathearn grófja és Carrickfergus bárója (Duke of Cambridge, Earl of Strathearn, Baron Carrickfergus) címeket a királynőtől. Ennek megfelelően Katalin teljes címe az esküvőt követően „ő királyi fensége, Cambridge hercegnéje, Strathearn grófnéja, Carrickfergus bárónéja” (Her Royal Highness The Princess William Arthur Philip Louis, Duchess of Cambridge, Countess of Strathearn, and Baroness Carrickfergus) lett.
III. Károly király trónra lépését követően, 2022. szeptember 9-én férje megkapta a walesi hercegi címet, így Katalin a walesi hercegné (angol terminológiával Princess of Wales) címet viseli.
Katalin nem használhatja a brit királyi hercegnő címet, ami csak a királyi családba beleszületetteket illeti meg.

## Gyermekei
2012. december 3-án, a St. James's palotában bejelentették, hogy a hercegné első gyermekét várja. A hercegné gyermeke, György 2013. július 22-én a londoni St. Mary's Kórházban született meg, egy héttel a kiírt időpont után.
2014. szeptember 8-án bejelentették, hogy Katalin hercegné ismét áldott állapotban van. 2015. május 2-án brit idő szerint 8:34-kor megszületett a herceg és hercegné második gyermeke, Sarolta.
2018. április 23-án megszületett harmadik gyermekük, Lajos.